# Lumparland
Lumparland è un comune finlandese di 360 abitanti, situato nella regione delle Isole Åland.

## Società

### Lingue e dialetti
Lo svedese è l'unica lingua ufficiale di Lumparland; 7,9% parlano altre lingue, compreso il finlandese (4,6%).
| %     | Ripartizione linguistica (gruppi principali) |
| ----- | -------------------------------------------- |
| 92,1% | madrelingua svedese                          |
| 4,6%  | madrelingua finlandese                       |